# Igor-Alexandre Nataf
Igor-Alexandre Nataf (ur. 2 maja 1978 w Paryżu) – francuski szachista, arcymistrz od 1998 roku.

## Kariera szachowa
W roku 1992 zdobył w Rimavskiej Sobocie tytuł wicemistrza Europy juniorów do 14 lat. W 1997 zajął II miejsce (za Vlatko Kovaceviciem, przed Bojanem Kurajicą) w Solinie, w 1998 podzielił II miejsce w Montrealu (za Alexandre Lesiege, wraz z m.in. Jesusem Nogueirasem) oraz reprezentował barwy swojego kraju na mistrzostwach świata juniorów do lat 20, rozegranych w Kalkucie. W roku 2000 podzielił IV miejsce w turnieju strefowym w Mondariz (za Joelem Lautierem, Jonathanem Speelmanem i Loekiem van Wely, wraz z Jeroenem Piketem) i zdobył awans do pucharowego turnieju o mistrzostwo świata, który rozegrany został w tym samym roku w New Delhi. W turnieju tym pokonał w dwóch pierwszych rundach Emila Sutovskiego i Nigela Shorta, w III ulegając Rafaelowi Leitao. W 2001 zajął III miejsce w Sztokholmie (za Jurijem Jakowiczem i Tomem Wedbergiem). W tym samym roku po raz drugi wystąpił w mistrzostwach świata, awansując w Moskwie do II rundy (po zwycięstwie nad Wiktorem Bołoganem), w której przegrał z Konstantinem Sakajewem. W 2003 podzielił III miejsce w Montrealu (za Eduardasem Rozentalisem i Aleksandrem Oniszczukiem, wraz z Nikołajem Legkijem), natomiast w 2004 znalazł się wśród zwycięzców silnie obsadzonego otwartego turnieju w Reykjaviku (wraz z Lewonem Aronianem, Jaanem Ehlvestem, Aleksiejem Driejewem, Robertem Markusem, Janem Timmanem, Emilem Sutovskim i Władimirem Jepiszynem) oraz ponownie zanotował dobry występ w Montrealu, dzieląc II miejsce (za Zacharem Jefimienko, wraz z Aleksanderem Moisejenko). W 2006 roku zanotował kolejny sukces, dzieląc I miejsce w openie w Reykjaviku (wraz z Ahmedem Adly, Pentalą Harikrishna, Gabrielem Sargissianem i Szachrijarem Mamediarowem).
W latach 2000 i 2004 dwukrotnie reprezentował barwy Francji na szachowych olimpiadach, natomiast w roku 1999 - w drużynowych mistrzostwach Europy.
Najwyższy ranking w dotychczasowej karierze osiągnął 1 kwietnia 2007 r., z wynikiem 2596 punktów zajmował wówczas 6. miejsce wśród francuskich szachistów.